# Маомин
Маоми́н (кит. упр. 茂名, пиньинь Màomíng) — городской округ в провинции Гуандун КНР.

## География
Маомин расположен в юго-западной части провинции Гуандун. На востоке Маомин граничит с Янцзяном, на северо-востоке — с Юньфу, на севере и северо-западе — с Гуанси-Чжуанским автономным районом, на юго-западе — с Чжаньцзяном.
Длина береговой линии Маомина составляет 220 км. На побережье имеются три глубоких залива — Шуйдун, Бохэ и Дуншань. Побережье округа нередко подвергается ударам тайфунов.

### Климат
Маомин расположен в зоне субтропического океанического климата. Здесь продолжительное жаркое и влажное лето и короткая мягкая и относительно сухая зима, на погоду оказывает влияние Восточно-азиатский муссон. Летом и осенью часто бывают тайфуны, штормы и наводнения.

## История
В IV веке в этих местах жил даос Пань Маомин. Во времена империи Суй в 598 году был создан уезд Маомин (茂名县), названный в честь этого знаменитого местного уроженца.
Во времена империи Тан в 623 году была создана Гаочжоуская область (高州), в состав которой попала значительная часть территории современного городского округа. В 634 году была создана Паньчжоуская область (潘州), названная опять же в честь Пань Маомина; областные власти разместились в уезде Маомин. Во времена империи Сун Паньчжоуская область была в 972 году расформирована, а её территория вошла в состав Гаочжоуской области.
После монгольского завоевания и образования империи Юань Гаочжоуская область была в 1280 году преобразована в Гаочжоуский регион (高州路). После свержения власти монголов и образования империи Мин «регионы» были переименованы в «управы» — так в 1368 году появилась Гаочжоуская управа (高州府). После Синьхайской революции в Китае была проведена реформа структуры административного деления, в ходе которой управы были упразднены, поэтому в 1912 году Гаочжоуская управа была расформирована.
После вхождения в состав КНР эти места оказались в составе Специального района Наньлу (南路专区). В августе 1950 года Специальный район Наньлу был переименован в Специальный район Гаолэй (高雷专区).
В 1952 году административное деление провинции Гуандун было изменено: были расформированы специальные районы, и эти места вошли в состав Административного района Юэси (粤西行政区). В 1955 году было принято решение об упразднении административных районов, и с 1956 года эти места вошли в состав Специального района Чжаньцзян (湛江专区).
В 1954 году в уезде Маомин были обнаружены залежи нефти, и началось промышленное развитие этих мест. Постановлением Госсовета КНР от 22 марта 1959 года из уезда Маомин был выделен отдельный город Маомин, а остальная часть уезда Маомин была объединена с уездом Синьи (信宜县) в уезд Гаочжоу (高州县); в том же году уезды Хуасянь (化县) и Учуань были объединены в уезд Хуачжоу.
В 1961 году из уезда Хуачжоу был вновь выделен уезд Учуань, а из уезда Гаочжоу — уезд Синьи.
В 1970 году Специальный район Чжаньцзян был переименован в Округ Чжаньцзян (湛江地区).
22 ноября 1975 года Маомин стал городом провинциального подчинения.
В сентябре 1983 года были упразднены город Маомин и округ Чжаньцзян, и образованы городские округа Чжаньцзян и Маомин; территория бывшего города Маомин стала Городским и Пригородным районами городского округа Маомин.
Постановлением Госсовета КНР от 18 апреля 1985 года Городской и Пригородный районы были объединены в район Маонань.
В 1993-1995 годах Гаочжоу, Синьи и Хуачжоу были преобразованы в городские уезды.
Постановлением Госсовета КНР от января 2001 года 6 посёлков уезда Дяньбай (电白县) были выделены в отдельный район Маоган (茂港区).
Постановлением Госсовета КНР от февраля 2014 года район Маоган и уезд Дяньбай были объединены в район Дяньбай.
В марте 2014 года в Маомине начались протесты против производства в городе параксилола компанией Sinopec.

## Население
Жители северной части Маомина говорят на гаоянском диалекте кантонского и частично на севернокитайском, в южной части Маомина распространены пусяньский диалект языка минь, который принесли сюда переселенцы из Путяня, и диалект лэйчжоу хайнаньского языка. В городском уезде Гаочжоу распространён локальный гаочжоуский диалект кантонского языка. Кроме того, в Маомине проживают представители различных национальных меньшинств, в том числе хакка, яо, чжуаны и мяо. Здесь часто проводятся различные фольклорные и религиозные праздники, власти поддерживают и развивают народные искусства и промыслы.
Наиболее плотно населены прибрежные районы Маонань и Дяньбай.

## Административно-территориальное деление
Городской округ Маомин делится на 2 района, 3 городских уезда:
| Карта                                 | Карта    | Карта     | Карта       | Карта            | Карта         |
| ------------------------------------- | -------- | --------- | ----------- | ---------------- | ------------- |
| Маонань Дяньбай Гаочжоу Хуачжоу Синьи |          |           |             |                  |               |
| Статус                                | Название | Иероглифы | Пиньинь     | Население (2020) | Площадь (км²) |
| Район                                 | Маонань  | 茂南区    | Màonán qū   |                  |               |
| Район                                 | Дяньбай  | 电白区    | Diànbái qū  |                  |               |
| Городской уезд                        | Гаочжоу  | 高州市    | Gāozhōu shì |                  |               |
| Городской уезд                        | Хуачжоу  | 化州市    | Huàzhōu shì |                  |               |
| Городской уезд                        | Синьи    | 信宜市    | Xìnyí shì   |                  |               |

## Экономика
В 1950-х годах в районе Маомина начали добывать горючий сланец, на базе которого здесь возникла нефтепереработка и нефтехимия (с тех пор Маомин известен как «южный нефтяной город»). Маомин является одним из крупнейших нефтехимических и газохимических центров Южного Китая и одним из крупнейших районов по выращиванию фруктов. Основными статьями экспорта являются нефтехимические и химические изделия (пропан, этилен, полипропилен и водородные топливные элементы), теплообменники, морепродукты, фрукты и овощи, соки, алкогольные напитки, ткани и керамические изделия; основными экспортными рынками Маомина выступают Гонконг, Макао и страны АСЕАН.
Крупнейшим предприятием Маомина является нефтехимический комбинат Sinopec Maoming Petrochemical Company (в состав комплекса входят нефтеперерабатывающий завод, завод по производству этилена, электростанция, нефтеналивной порт и железнодорожная станция). В 2018 году на комбинат приходилось 56 % добавленной стоимости промышленности и 13 % ВВП города.
Также в Маомине производят различные химические и нефтехимические изделия (Maoming Petro-Chemical Shihua, Maoming Petroleum Group, Maoming Huayue Petroleum & Resin, Maonan Keteli Chemical и Maoming Guangming Special Oil Factory), водородные топливные элементы (Sinomec Group), нефтехимическое оборудование (Challenge Petrochemical Machinery Corp of Maoming), стройматериалы (Maoming Petrochemical Shengli Cement), растительное масло (Wilmar International и Daodaoquan Grain and Oil), замороженные морепродукты (Maoming Xinzhou Seafood и Maoming Changxing Foodstuff). 
В уезде Синьи в небольших количествах добывают каолин, гранит, слюду, известняк, железо, марганец, золото, серебро и медь. В районе Дяньбай расположена крупная угольная ТЭС «Бохэ» (Bohe Power Station), в районе Маонань — крупная угольная ТЭС «Маомин» (Maoming Power Station). На реках Маомина построена сеть небольших гидроэлектростанций.

### Сельское, лесное и рыбное хозяйство
Маомин является крупным производителем риса, кукурузы, слив, овощей, мяса (свинина, курятина) и корицы, а также имеет значительные объёмы заготовки древесины. Кроме того, Маомин занимает первое место в Китае по производству личи (пятая часть мирового производства), лонгана и переработке тиляпии, здесь производят рисовую лапшу и кондитерские изделия. По состоянию на 2024 год оборот индустрии личи превысил 12 млрд юаней (1,67 млрд долларов США); площадь плантаций личи составила около 100 тыс. га.
В Маомине разводить тиляпию начали еще в конце 1950-х годов. По состоянию на 2021 год площадь разведения рыбы в Маомине составляла 17,3 тыс. га, ежегодный объём производства достигал 230 тыс. тонн (около 1/12 от общего объёма выращивания данного сорта рыбы в мире). В этой отрасли в округе заняты более 100 тыс. человек.

### Туризм
Дяньбай славится своими песчаными пляжами и оздоровительными курортами, здесь развита туристическая и спортивная инфраструктура (виндсёрфинг, дайвинг, пляжный волейбол, полёты с парашютом). Крупные инвестиции в туристический сектор Маомина осуществили компании OCT Group (Шэньчжэнь) и Perennial Real Estate Holdings (Сингапур).

## Транспорт
Основной поток грузов перевозится по железным дорогам Лоян — Чжаньцзян (Luozhan railway), Гуанчжоу — Маомин (Guangmao railway) и Саньшуй — Маомин (Hemao railway). На Восточном вокзале Маомина делают остановку поезда, следующие по высокоскоростной железнодорожной линии Шэньчжэнь — Чжаньцзян. Через территорию Маомина проходят скоростные автомобильные магистрали G207 (Шилин-Хото — Сюйвэнь), G65 (Баотоу — Маомин), G15 (Шэньян — Хайкоу) и Шаньчжань.
Морской порт Маомина в 2007 году обработал 16,8 млн тонн грузов, в 2012 году — 23,9 млн тонн грузов и более 83,5 тыс. TEU контейнеров. Порт имеет несколько зон — порт Шуйдун, новый порт Бохэ, рыболовный порт Бохэ и порт Цзида. Новый порт Бохэ совместно эксплуатируется компаниями Maoming Port Group и Guangzhou Port Group. Нефтяные терминалы принадлежат компаниям Maoming Port Group и Sinopec.

## Известные уроженцы
На территории современного Маомина родились географ Ян Юньсун, бизнесмен Ли Юнхун, спортсмены Тань Ляндэ и Ли Шисинь.

## Галерея
- Торговый центр
- Школа в Синьи
- Детский сад в Синьи